# Stadio Boris Paichadze
Lo stadio Boris Paichadze (in georgiano ბორის პაიჭაძის ეროვნული სტადიონი?), anche noto come stadio Nazionale e, fino al 1995, come stadio Dinamo, è un impianto sportivo di Tbilisi in Georgia e, in precedenza, in Unione Sovietica.

## Storia
Fu inaugurato il 12 ottobre 1935.
Fu ristrutturato dall'architetto Gia Kurdian e completato nel 1976.
Lo stadio, attualmente denominato Boris Paichadze Dinamo Arena, è stato inaugurato nel 1936 con una capienza di 23 000 spettatori. Dopo i lavori di ampliamento del 1976, la capienza è salita a 75 000 spettatori, ma è scesa a 54 000 quando tutte le gradinate sono state dotate di posti a sedere nel 2007. 
Intitolato inizialmente a Lavrentij Berija (capo della sicurezza dell'Unione Sovietica) e poi a Vladimir Lenin, è stato dedicato a Boris P'aich'adze (giocatore della Dinamo Tbilisi degli anni quaranta) dopo l'indipendenza della Georgia nel 1991.
Quando la UEFA decise di ospitare la Supercoppa UEFA 2015 a Tbilisi, molti tifosi hanno pensato che si chiudesse un cerchio. La Dinamo Tbilisi aveva infatti avuto la possibilità di disputare la Supercoppa UEFA nel 1981 dopo aver vinto la Coppa delle Coppe 1980-1981, ma non riuscì ad accordarsi sulla data con i campioni d'Europa del Liverpool (battuti 3-0 a Tbilisi due anni prima).
Lo stadio è anche sede delle partite della nazionale di calcio della Georgia e nazionali come Germania, Inghilterra, Italia e Francia vi hanno giocato.